# Военный ординариат Перу
 Военный ординариат Перу  (исп. Obispado Castrense del Perú) — военный ординариат Римско-Католической Церкви, действующий в Перу. Военный ординариат Перу, подчиняясь непосредственно Святому Престолу, обеспечивает пастырское окормление военнослужащих перуанской армии и их семей.

## История
15 мая 1943 года Конгрегация по делам епископов издала декрет «Ad consulendum», которым учредила конгрегацию военных капелланов для перуанской армии.
21 июля 1986 года Римский папа Иоанн Павел II издал буллу «Spirituali militum curae», которой преобразовал конгрегацию военных капелланов в военный ординариат Перу.

## Ординарии
- кардинал Хуан Гуальберто Гевара (13.01.1945 — 27.11.1954);
- епископ Карлос Мария Юргенс Бирн C.SS.R. (7.02.1954 — 17.12.1956), назначен архиепископом Куско;
- архиепископ Фелипе Сантьяго Эрмоса и Сармьенто (17.12.1956 — 1967);
- архиепископ Альсидес Мендоса Кастро (12.08.1967 — 5.10.1983), назначен архиепископом Куско;
- архиепископ Эдуардо Пичер Пенья (14.06.1984 — 6.02.1996);
- епископ Эктор Мигель Кабрехос Видарте O.F.M. (6.02.1996 — 29.07.1999), назначен архиепископом Трухильо;
- архиепископ Сальвадор Пинейро Гарсиа-Кальдерон (21.07.2001 — 30.10.2012);
- епископ Гильермо Мартин Абанто Гусман (30.10.2012 — 20.07.2013);
- епископ Хуан Карлос Вера Пласенсиа, M.S.C. (с 16 июля 2014 года).